# Полемократ из Элимеи
Полемократ (др.-греч. Πολεμοκράτης) — отец приближённых Александра Македонского Кена и Клеандра.

Полемократ был родом из Элимеи. В царствование Филиппа II ему были пожалованы земельные поместья на Халкидике.
Сыновьями Полемократа были приближённые Александра Македонского Кен и Клеандр.